# Monastère de l'apôtre André
Le monastère de l'apôtre André (monastère Apostolos Andreas ; grec moderne : Απόστολος Ανδρέας ; turc : Apostolos Andreas Manastırı) est un monastère situé juste au sud du cap Saint-André, au nord-est de l'île de Chypre, sur le territoire de Rizokarpaso dans la péninsule de Karpas. Ce monastère est dédié à saint André et est un site important pour les Chypriotes de l'Église orthodoxe. Il est desservi non pas par une communauté de moines, mais par un groupe de bénévoles, prêtres et laïques. Les deux communautés chypriote grecque et chypriote turque considèrent le monastère comme un lieu saint. En tant que tel, il est visité par de nombreuses personnes pour des prières votives.

## Histoire

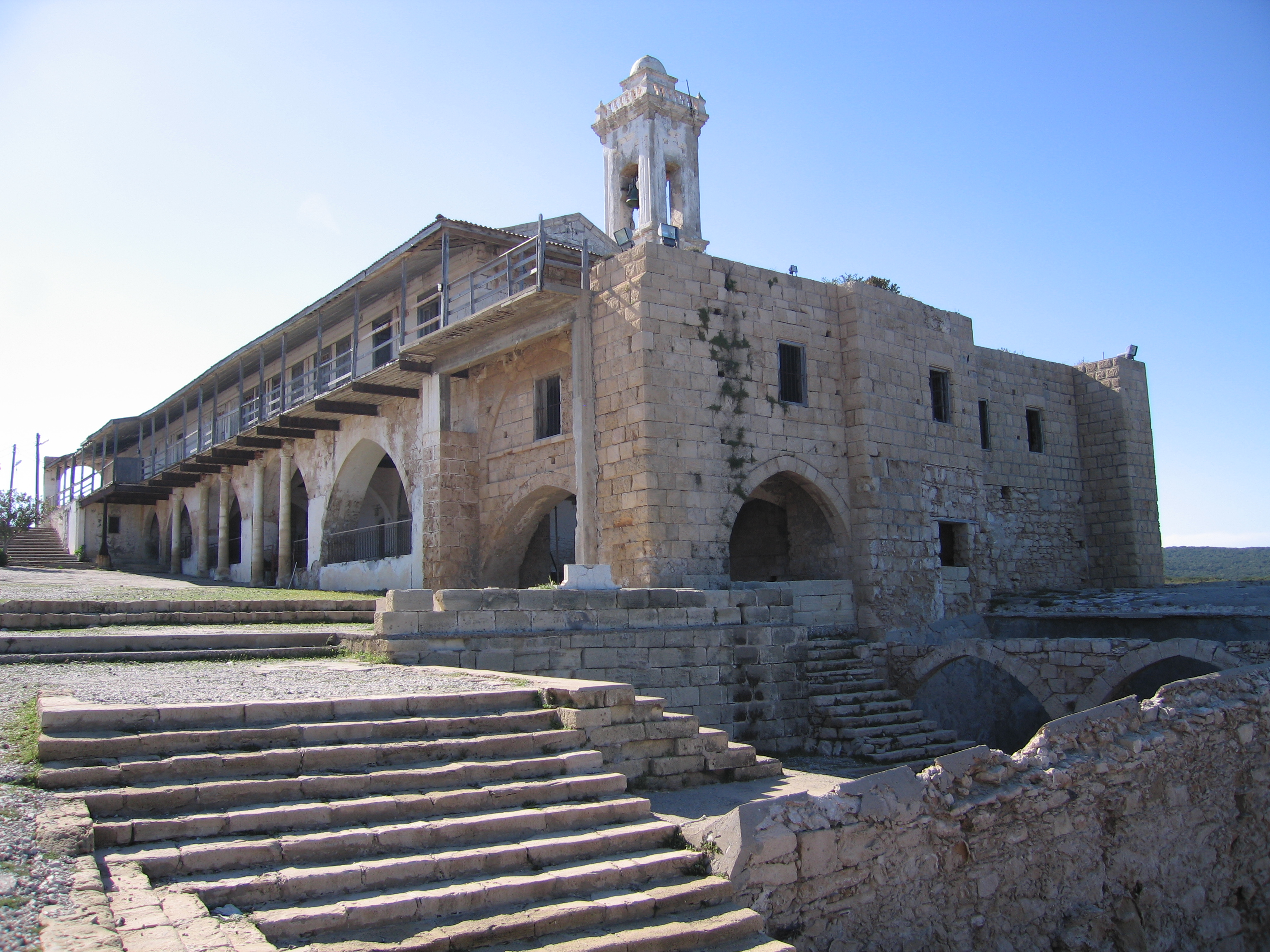

La tradition affirme que, lors d'un voyage en Terre sainte, un navire transportant saint André a heurté des rochers ici. En arrivant à terre, André a fait jaillir de l'eau des rochers. Les eaux se sont avérées avoir des pouvoirs de guérison et ont rendu la vue au capitaine du bateau qui était borgne d'un œil. Par la suite, le site est devenu un lieu de pèlerinage. Un monastère fortifié est édifié ici, au XIIe siècle, et Isaac Comnène y aurait négocié sa reddition à Richard Cœur de Lion. Au XVe siècle, une petite chapelle est construite à proximité de la rive. L'église du monastère principal remonte au XVIIIe siècle, alors que les principaux bâtiments datent de 100 ans plus tard.
La tradition de pèlerinage sur place est relativement récente, datant du XXe siècle. L'histoire raconte qu'en 1895, le fils d'une femme nommée Maria Georgiou est enlevé. Dix-sept ans plus tard, Saint-André lui apparaît en rêve, en lui disant de prier pour le retour de son fils au monastère. Vivant en Anatolie, elle entreprend la traversée pour l'île de Chypre sur un bateau très encombré. Racontant son histoire pendant le voyage, l'un des passagers, un jeune prêtre derviche devient de plus en plus intéressé. Il lui demande si son fils avait un signe distinctif, et à la suite de la mention d'une paire de taches de vin, il se dépouille de ses vêtements pour dévoiler la même marque : la mère et le fils sont ainsi réunis.
Après l'invasion turque de Chypre en 1974, les pèlerinages sur le site se font plus rares. Le monastère tombe dans un état de délabrement, mais un financement est trouvé, avec l'aide de l'ONU, rendant possible une opération de restauration.

## Restauration
Un comité technique bi-communautaire est créé en 2008 afin d'être responsable de la protection du patrimoine culturel de l'île. Le comité de coordination lance un plan de restauration. Au départ, l'Église de Chypre se montre réticente à s'associer à l'opération, le document établi par le Programme des Nations unies ne mentionnant pas de nom comme propriétaire du monastère, mais simplement des bailleurs de fonds. Cependant, cette position est réexaminée, fin janvier 2013, lorsque les Nations unies formulent une proposition pour que le projet puisse aller de l'avant sur la base d'un partenariat multi-donateurs permettant à plus d'un donneur de financer le projet. Le Programme des Nations unies pour le développement signe un protocole d'accord avec l'Église de Chypre et une fondation religieuse chypriote turque, EVKAF.
Le 12 janvier 2013, les autorités du nord de Chypre déclarent que le monastère va bénéficier d'importants travaux de restauration pour un montant supérieur à 5 millions d'Euros. Les travaux de restauration sont menés par une équipe internationale d'experts et sont financés par l'Église de Chypre (2 500 000 EUR), l'EVKAF (2 500 000 EUR) et l'Agence des États-Unis pour le développement international (USAID, 25 000 EUR).